# Pałac w Grabiszycach Górnych
Pałac w Grabiszycach Górnych – wybudowany  XIX w. w Grabiszycach Górnych.

## Położenie
Pałac położony jest we wsi w Polsce, w województwie dolnośląskim, w powiecie lubańskim, w gminie Leśna.

## Historia
Obiekt jest częścią zespołu pałacowego, w skład którego wchodzi jeszcze park.